# 2015年4月日本

## 4月10日

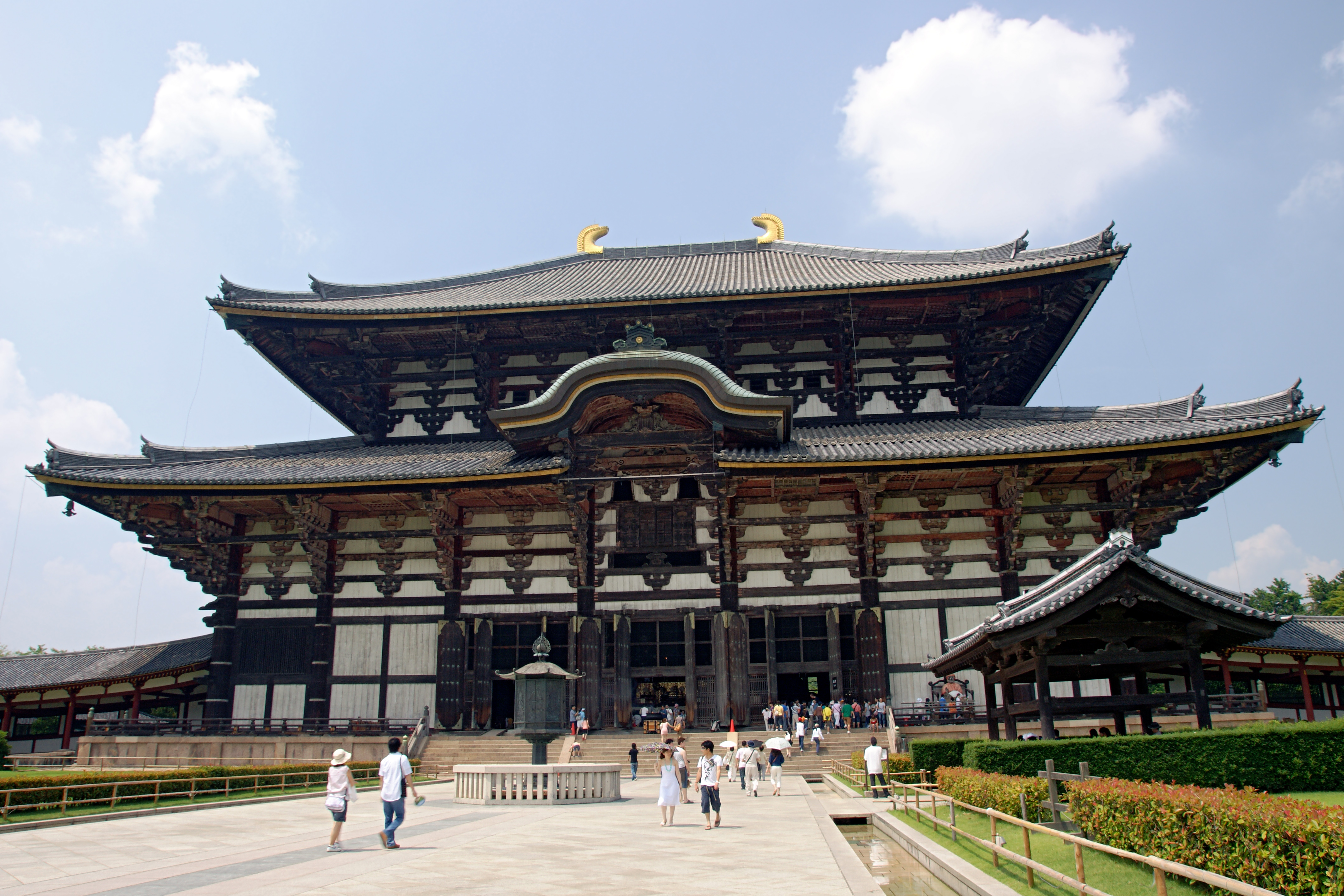
日本東大寺大佛殿（金堂）

- 日本國寶东大寺近日發現建築物、佛像等處都有遭人潑灑油液的痕跡，據NHK調查發現，至少有6府縣的24家寺院、神社的古蹟也相同遭殃。[1]

## 4月14日
- 因發表誹謗韓國總統朴槿惠的新聞而被韓國首爾中央地方檢察廳控告的日本產經新聞前首爾分社社長加藤達也，經過禁止出境8個月後，獲得取消延長禁令返回日本。[2]

## 4月15日
- 歐洲議會通過決議，把第一次世界大戰期間土耳其屠殺亞美尼亞人的事件稱為「種族滅絕」。歐洲議會在1987年也通過相同決議。[3]

## 4月16日
- 日本各府縣警方已經以違反《文化財保護法》、《器物損壊》及《建造物損壊》的嫌疑展開日本寺院迭遭潑油事件調查，正對監控錄像進行分析，並對液體進行鑑定。[4]